# Olga Nikolajevna Romanovová (1822–1892)
Olga Nikolajevna Romanovová (30. srpnajul./ 11. září 1822greg., Petrohrad – 30. října 1892, Friedrichshafen) byla rodem ruská velkokněžna a sňatkem württemberská královna.

## Biografie

### Původ, mládí

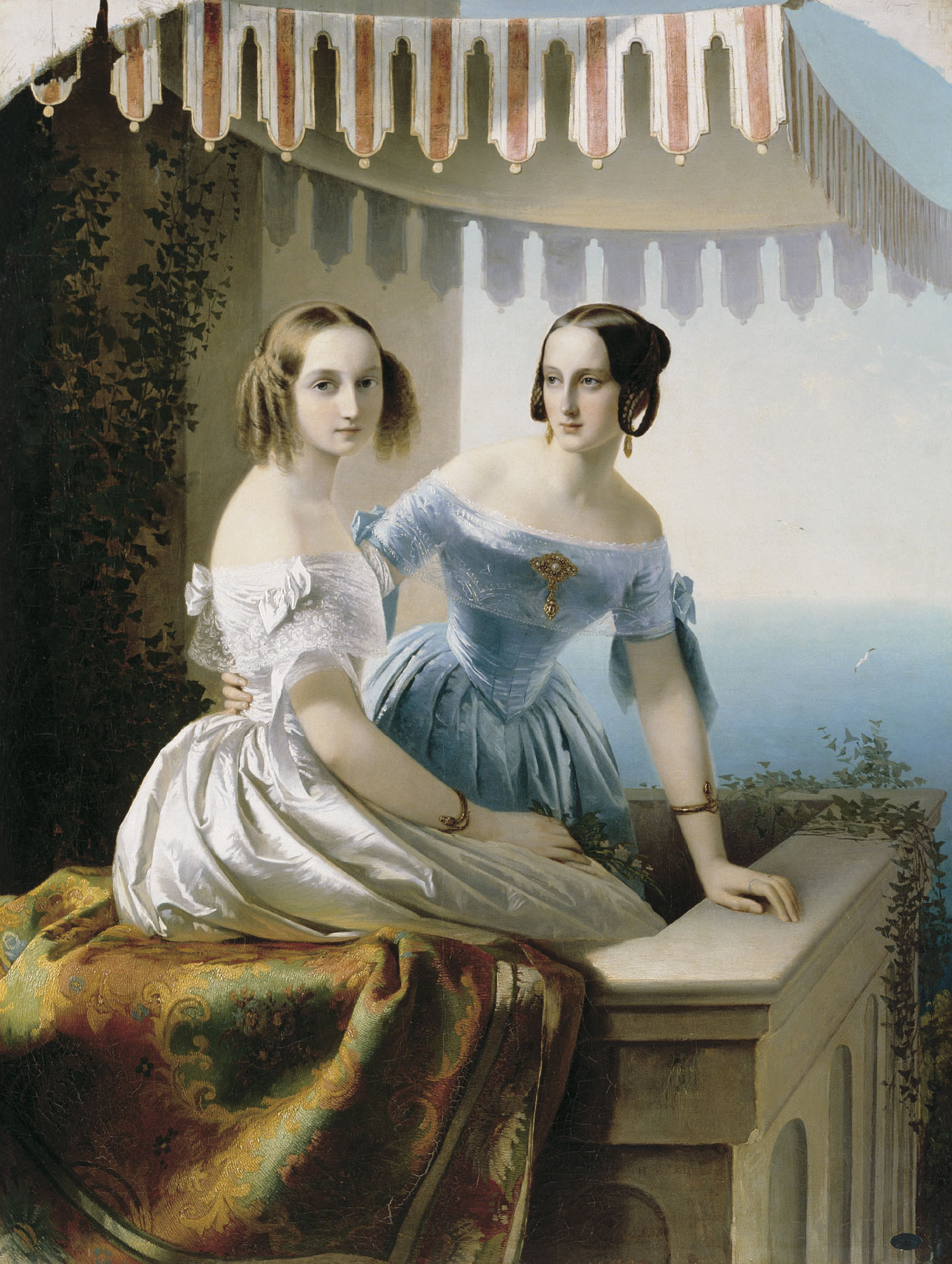
Olga Nikolajevna se svou starší sestrou Marií (1838)

Narodila se jako třetí potomek/druhá dcera ze sedmi dětí ruského cara Mikuláše I. a jeho manželky Alexandry Fjodorovny. Vyrůstala ve velké, šťastné rodině, soužití jejích rodičů bylo manželstvím, v němž panovala láska a vzájemná úcta.

### Výchova a vzdělání
Jako ostatní děti carské rodiny byla Olga, v rodinném kruhu zvaná Olly, do pěti let pod dohledem chůvy Marji Vasiljevny Kajsovské. Poté dostala první guvernantku, Šarlottu Dunker, kterou roku 1836 vystřídala Anna Alexejevna Okulovová. Základními předměty byly aritmetika, všeobecná a ruská historie, fyzika. Důraz byl kladen na výuku jazyků – francouzštiny, němčiny a angličtiny. Jedním z vychovatelů byl básník Vasilij Žukovskij, s nímž si velkokněžna dopisovala do konce jeho života, i když byla již mimo rodný dům. Profesorem ruského jazyka a literatury byl rektor petrohradské university Petr Alexandrovič Pletňov. Velkokněžna věnovala mnoho pozornosti kreslení, brala i hodiny sochařství. Překrásně zpívala a hrála na klavír a varhany.
Současně s domácím vyučováním byly velkokněžny zapsány ve třídách Smolného ženského institutu. Třebaže velkou část programu plnily doma, při docházce do ústavu oblékaly ústavní stejnokroj a zařazovaly se do své třídy. Olga byla zapsána v „bílé třídě“, kterou absolvovala v roce 1838.

### Sňatkové plány

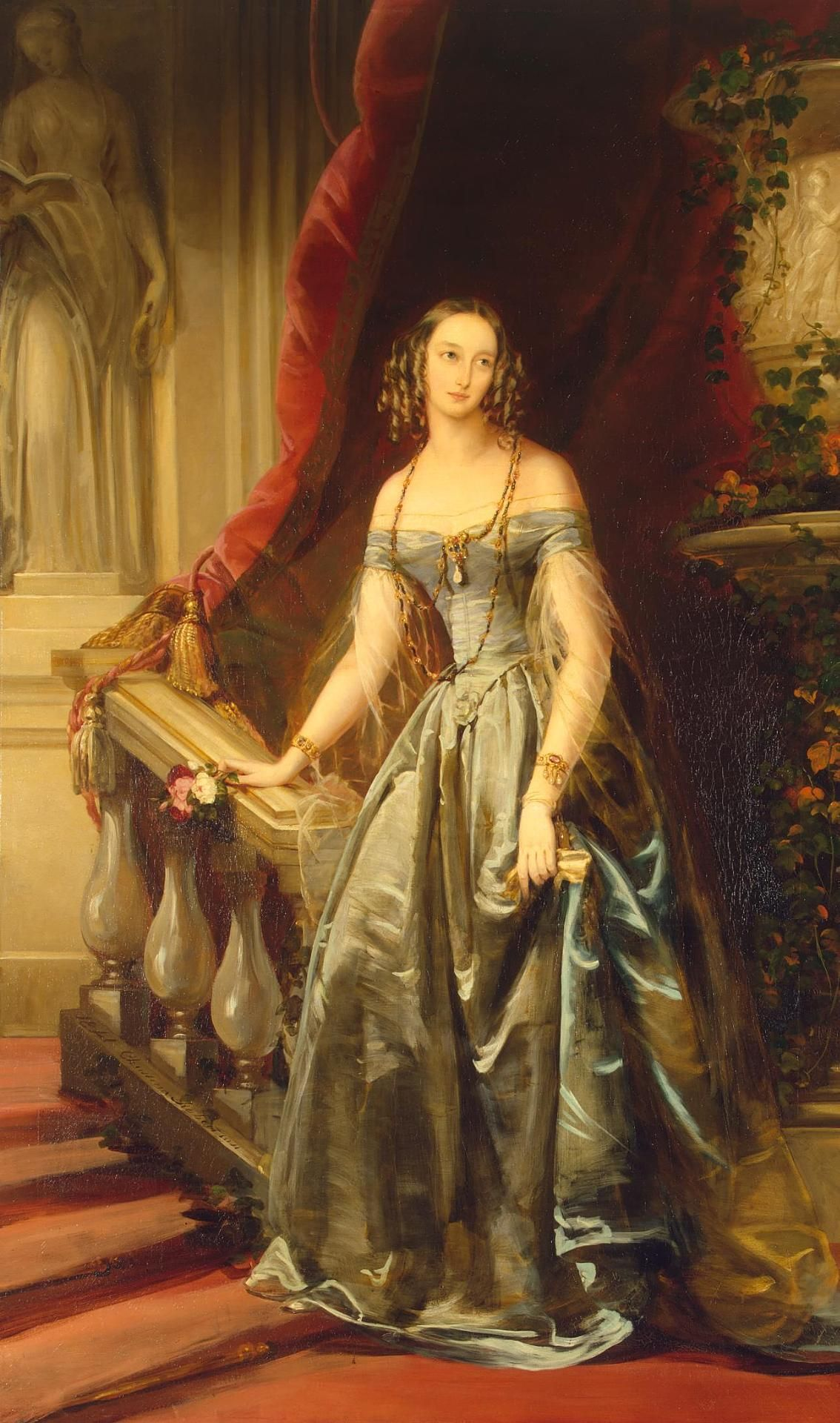
Olga Nikolajevna na portrétu z roku 1841

Přitažlivá, vzdělaná, několika jazyky hovořící, uchvacující hrou na klavír i svou živostí, byla Olga Nikolajevna považována za jednu z nejlepších nevěst v Evropě.
Po svatbě její sestry Marie, která se provdala za prince nižšího postavení, než byla sama (jejím manželem se stal leuchtenberský vévoda Maximilian de Beauharnais), si Olžini rodiče přáli najít jí perspektivního manžela. Čas však ubíhal a ve velkokněžnině životě nedocházelo k žádným změnám. Její blízcí nechápali: «Jakže, v devatenácti letech stále ještě svobodná?» Přitom však uchazečů o její ruku nebylo málo. Již v roce 1838, kdy byla s rodiči na návštěvě v Berlíně, upoutala šestnáctiletá Olga pozornost prince Maxmiliána, následníka bavorského trůnu, nelíbil se však ani jí, ani jejím rodičům. Další rok její myšlenky opanoval arcivévoda Štěpán Habsbursko-Lotrinský, syn z druhého manželství uherského palatina Josefa Habsbursko-Lotrinského, jehož první manželkou byla velkokněžna Alexandra Pavlovna, Olžina teta. Tomuto spojení však se postavila Štěpánova macecha, třetí manželka arcivévody Josefa, která si pro žárlivost na jeho první manželku nepřála mít za blízkou příbuznou ruskou kněžnu. V roce 1840 se Olga rozhodla, že s manželstvím nebude spěchat; říkala, že je jí i tak dobře a je šťastná, že zůstává doma. Car Mikuláš I. jí sdělil, že je svobodná ve svém rozhodnutí a může si za muže vybrat, koho chce. Olžina teta, velkokněžna Jelena Pavlovna (manželka velkoknížete Michaila Pavloviče, původem württemberská princezna Charlotta), začala vyvíjet úsilí, aby se Olga provdala za jejího bratra, prince Fridricha Württemberského (1808–1870). Olga si zapsala do svého deníku: „Vyprávěla jsem vše mamá (carevně Alexandře Fjodorovně), v hrůze a zalykajíc se rozhořčením. Byl jednou tak starý jako já. Svého času tančil s mamá, je vrstevník mých rodičů. Měla jsem k němu vztah jako ke strýčkovi...“
Neočekávaně přišla žádost o Olžinu ruku od jiného arcivévody – Albrechta Fridricha Rakousko-Těšínského, byl však odmítnut. Avšak na odpověď na návrh o sňatku s arcivévodou Štěpánem se čekalo dlouho a nebyla potěšující: v dopise z Vídně stálo, že sňatek Štěpána a Olgy Nikolajevny, vyznávajících různou víru, je pro Rakousko nepřijatelný. Arcivévodkyně ruského původu by se mohla stát nebezpečnou pro stát proto, že mezi slovanským obyvatelstvem monarchie by mohly vzniknout nepokoje. Kromě toho sám Štěpán řekl, že věda o Albrechtových citech, považoval za správné „odejít stranou“.
Tato nejistá situace byla tíživá nejen pro Olgu, ale i pro její rodiče. Začali ji považovat za chladnou, zatímco její srdce toužilo po lásce. Před očima měla šťastný život staršího bratra Alexandra a sestry Marie. Když přijel na námluvy princ Fridrich Vilém Hesensko-Kasselský a dal přednost její mladší sestře Alexandře, mnozí ji utěšovali, že je ještě příliš mladý; Mikuláš I. byl rád, že dcera zůstane v jeho domě.
Rodiče nicméně začali hledat pro dceru další partii a shodli se na nasavském vévodovi Adolfovi. Když se to dověděla žena Michaila Pavloviče, velkokněžna Jelena Pavlovna, znamenalo to zárodek konfliktní situace – již dříve toužila provdat za Adolfa svou mladší dceru Jelizavetu. Mikuláš I., obávaje se o mír a klid v carském domě, rozhodl, že princ si má sám mezi sestřenicemi vybrat. Velkokněžna Jelena Pavlovna, která své neteři Olze neodpustila, že odmítla jejího bratra, se strachovala, že Adolf dá přednost carské dceři na úkor její Lili. Adolf, který přijel do Ruska spolu s bratrem Mořicem, však požádal o ruku Jelizavety Michailovny. Car proti tomu nenamítal ničeho, byl však udiven. Mladší vévoda Mořic projevoval pozornost Olze Nikolajevně. Ta si zapsala:
„Byl to krásný chlapec, dobře stavěný, příjemný v rozhovoru, s lehkým nádechem sarkasmu. Rychle dobyl našich sympatií, mně se líbil svou velkodušností a také otevřeností... Mé srdce bilo jako pták v kleci. Pokaždé, když chtělo vzlétnout vzhůru, padlo vzápětí těžce zpět.“
Občas Olga přemýšlela o sňatku s Mořicem, ale vše zavrhla. Věděla, že žena musí následovat svého muže, že muž nepřichází do ženiny vlasti. Zdála se jí ponižující představa, že Mořic by hrál stejnou roli, jakou měl v carské rodině princ Maximilián Leuchtenburský, manžel její sestry Marie.

### Svatba
Počátkem roku 1846 v Palermu Olga doprovázela svou matku, která si na slunném jihu doufala upevnit zdraví, podlomené po smrti mladší dcery Alexandry. Setkala se zde s württemberským princem Karlem a posléze přijala jeho nabídku k sňatku.
Svatba se uskutečnila v Petěrgofu 1./13. června roku 1846, v den narozenin Alexandry Fjodorovny a v den její svatby s Mikulášem Pavlovičem. Doufali, že toto datum přinese novému páru štěstí. Celý den zvonily zvony, slavnostně osvětleny byly i domy v Petrohradě. Car přál dceři: „Buď Karlovi tím, čím po všechny roky byla tvoje matka mně.“

### Život ve Württembersku
Mladý pár odjel do Württemberska. Olga psala:
"Je uklidňující v minutě rozloučení vědět, že nezapomenutelná babička (Marie Fjodorovna) se narodila v této zemi, kde je mi souzeno žít, a kde Kateřina Pavlovna (sestra Mikuláše I.) zůstavila po sobě tolik vzpomínek. Tam milují ruské jméno a Württembersko je s námi spojeno mnoha pouty."
Olžin tchán, král Vilém I., doufal sňatkem svého syna v obnovení dynastického a politického spojení s Ruskem, jež začalo již manželstvím jeho tety, carevny Marie Fjodorovny a pokračovalo jeho vlastním manželstvím s Kateřinou Pavlovnou. Na evropskou politiku 19. století však württembersko-ruské spojení nemělo žádný vliv.
Olga Nikolajevna žila spolu se svým manželem trvale ve Stuttgartu a Rusko navštěvovala jen zřídka. V únoru roku 1855, dozvěděvše se o nemoci svého otce, odjeli manželé spěšně do Petrohradu, Olga však již svého otce nezastihla naživu. Zůstala pak několik měsíců u matky, jež smrt svého muže nesla velmi těžce.

### Královna

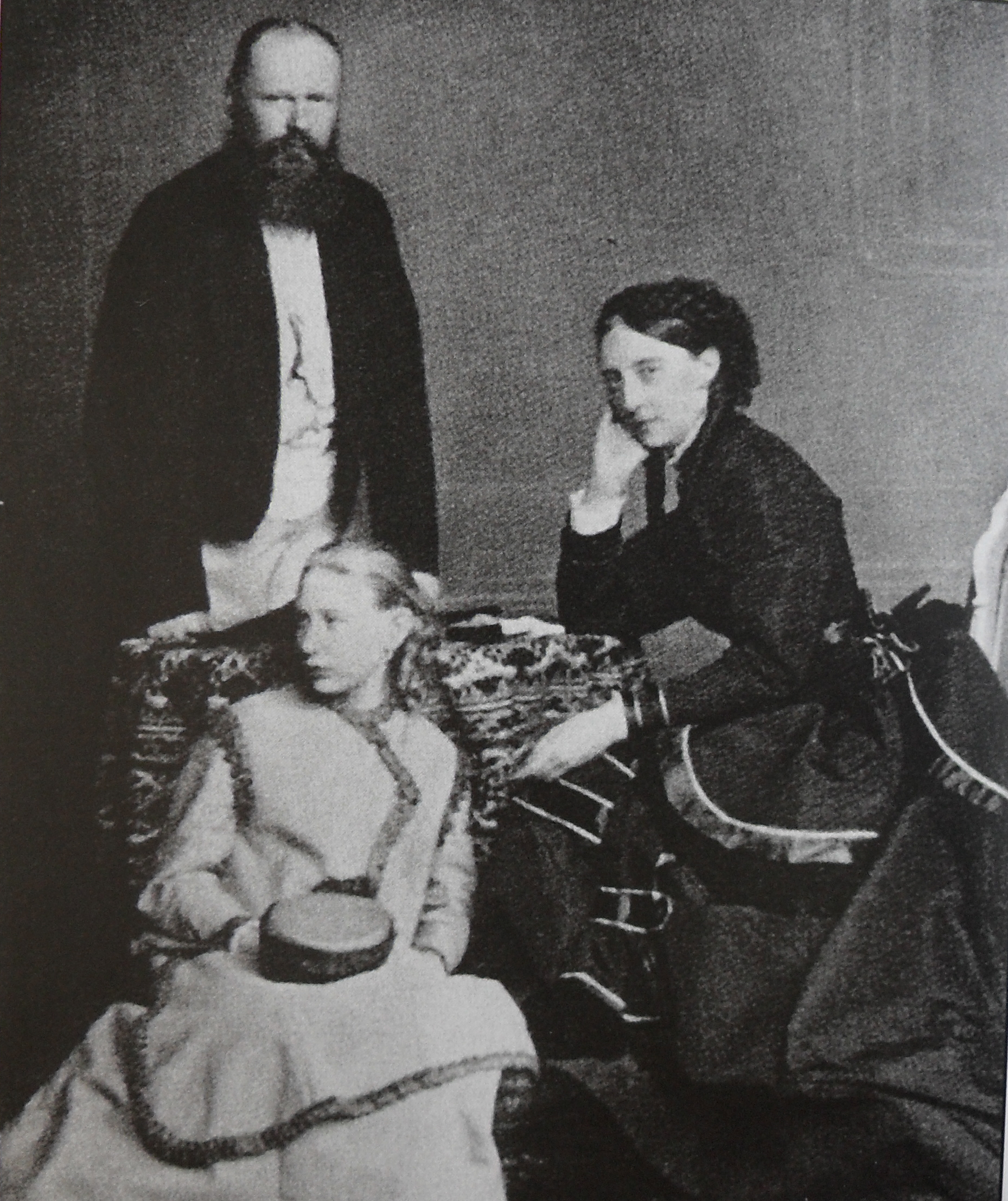
Olga Nikolajevna s manželem a adoptivní dcerou na fotografii kolem roku 1870

25. června roku 1864 zemřel Olžin tchán, král Vilém I. Württemberský. Její manžel Karel nastoupil 25. června téhož roku na trůn jako Karel I. Württemberský a Olga se stala württemberskou královnou.
Jejich rodinný život byl šťastný a spokojený, pár však neměl dětí. Důvodem byla podle všeho homosexuální orientace jejího manžela. Roku 1870 manželé adoptovali Věru Konstantinovnu, dceru Olžina bratra Konstantina Nikolajeviče a jeho manželky Alexandry Sasko-Altenburské.
Již jako württemberská princezna a poté i jako královna věnovala Olga mnoho času dobročinným aktivitám, dobývajíc si tak lásky a úcty německých obyvatel – byla populárnější a oblíbenější než její manžel. Věnovala se především výchově a vzdělání dívek nebo raněným válečným veteránům; ráda vyšívala. Roku 1849 byla dětská nemocnice ve Stuttgartu nazvána jejím jménem (Olgahospital), roku 1872 pak ženský klášter ve Stuttgartu (Olgaschwesternschaft). Ve Stuttgartu nese dodnes řada institucí její jméno – vedle výše zmíněných jsou to např. Karl-Olga-Krankenhaus (Nemocnice Karla a Olgy) či gymnázium Königin-Olga-Stift; mimo jiné založila roku 1856 i ústav pro slepé děti, který nazvala jménem svého otce (Nikolauspflege). Na popud botanika a geografa Ferdinanda von Muellera dal objevitel Ernest Giles části skalního komplexu Kata Tjuta v Austrálii název Mount Olga; ještě dnes jej obyvatelé nazývají Olgas.
Roku 1881 Olga napsala paměti, které nazvala Traum der Jugend goldener Stern (Zlaté sny z časů mého mládí). Popsala v nich své dětství na ruském carském dvoře, svůj žal po smrti sestry Alexandry i své mládí a zakončila je popisem svatby s Karlem. Paměti dedikovala svým neteřím – velkokněžnám Olze a Věře.
Olžin manžel Karel zemřel 6. října roku 1891 a Olga se stala královnou-vdovou. Ona sama zemřela o pouhý rok později, ve věku 70 let, 30. října roku 1892. Pochována byla v kryptě Altes Schloss (Starého zámku) ve Stuttgartu.

## Vývod z předků
|                             |                                       |  |                     |                                              |  |  |  |  |  |  |  | Karel Fridrich Holštýnsko-Gottorpský |
|                             |                                       |  |                     |                                              |  |  |  |  |  |  |  |                                      |
|                             | Petr III. Ruský                       |  |                     |                                              |  |  |  |  |  |  |  |                                      |
|                             |                                       |  |                     |                                              |  |  |  |  |  |  |  |                                      |
|                             |                                       |  |                     | Anna Petrovna                                |  |  |  |  |  |  |  |                                      |
|                             |                                       |  |                     |                                              |  |  |  |  |  |  |  |                                      |
|                             | Pavel I. Ruský                        |  |                     |                                              |  |  |  |  |  |  |  |                                      |
|                             |                                       |  |                     |                                              |  |  |  |  |  |  |  |                                      |
|                             |                                       |  |                     | Kristián August Anhaltsko-Zerbstský          |  |  |  |  |  |  |  |                                      |
|                             |                                       |  |                     |                                              |  |  |  |  |  |  |  |                                      |
|                             | Kateřina II. Veliká                   |  |                     |                                              |  |  |  |  |  |  |  |                                      |
|                             |                                       |  |                     |                                              |  |  |  |  |  |  |  |                                      |
|                             |                                       |  |                     | Johana Alžběta Holštýnsko-Gottorpská         |  |  |  |  |  |  |  |                                      |
|                             |                                       |  |                     |                                              |  |  |  |  |  |  |  |                                      |
|                             | Mikuláš I. Pavlovič                   |  |                     |                                              |  |  |  |  |  |  |  |                                      |
|                             |                                       |  |                     |                                              |  |  |  |  |  |  |  |                                      |
|                             |                                       |  |                     | Karel Alexandr Württemberský                 |  |  |  |  |  |  |  |                                      |
|                             |                                       |  |                     |                                              |  |  |  |  |  |  |  |                                      |
|                             | Fridrich II. Evžen Württemberský      |  |                     |                                              |  |  |  |  |  |  |  |                                      |
|                             |                                       |  |                     |                                              |  |  |  |  |  |  |  |                                      |
|                             |                                       |  |                     | Marie Augusta Thurn-Taxis                    |  |  |  |  |  |  |  |                                      |
|                             |                                       |  |                     |                                              |  |  |  |  |  |  |  |                                      |
|                             | Žofie Dorota Württemberská            |  |                     |                                              |  |  |  |  |  |  |  |                                      |
|                             |                                       |  |                     |                                              |  |  |  |  |  |  |  |                                      |
|                             |                                       |  |                     | Fridrich Vilém Braniborsko-Schwedtský        |  |  |  |  |  |  |  |                                      |
|                             |                                       |  |                     |                                              |  |  |  |  |  |  |  |                                      |
|                             | Bedřiška Braniborsko-Schwedtská       |  |                     |                                              |  |  |  |  |  |  |  |                                      |
|                             |                                       |  |                     |                                              |  |  |  |  |  |  |  |                                      |
|                             |                                       |  |                     | Žofie Dorota Pruská                          |  |  |  |  |  |  |  |                                      |
|                             |                                       |  |                     |                                              |  |  |  |  |  |  |  |                                      |
| Olga Nikolajevna Romanovová |                                       |  |                     |                                              |  |  |  |  |  |  |  |                                      |
|                             |                                       |  |                     |                                              |  |  |  |  |  |  |  |                                      |
|                             |                                       |  | August Vilém Pruský |                                              |  |  |  |  |  |  |  |                                      |
|                             |                                       |  |                     |                                              |  |  |  |  |  |  |  |                                      |
|                             | Fridrich Vilém II.                    |  |                     |                                              |  |  |  |  |  |  |  |                                      |
|                             |                                       |  |                     |                                              |  |  |  |  |  |  |  |                                      |
|                             |                                       |  |                     | Luisa Amálie Brunšvicko-Wolfenbüttelská      |  |  |  |  |  |  |  |                                      |
|                             |                                       |  |                     |                                              |  |  |  |  |  |  |  |                                      |
|                             | Fridrich Vilém III.                   |  |                     |                                              |  |  |  |  |  |  |  |                                      |
|                             |                                       |  |                     |                                              |  |  |  |  |  |  |  |                                      |
|                             |                                       |  |                     | Ludvík IX. Hesensko-Darmstadtský             |  |  |  |  |  |  |  |                                      |
|                             |                                       |  |                     |                                              |  |  |  |  |  |  |  |                                      |
|                             | Frederika Luisa Hesensko-Darmstadtská |  |                     |                                              |  |  |  |  |  |  |  |                                      |
|                             |                                       |  |                     |                                              |  |  |  |  |  |  |  |                                      |
|                             |                                       |  |                     | Karolína Falcko-Zweibrückenská               |  |  |  |  |  |  |  |                                      |
|                             |                                       |  |                     |                                              |  |  |  |  |  |  |  |                                      |
|                             | Šarlota Pruská                        |  |                     |                                              |  |  |  |  |  |  |  |                                      |
|                             |                                       |  |                     |                                              |  |  |  |  |  |  |  |                                      |
|                             |                                       |  |                     | Karel Ludvík Fridrich Meklenbursko-Střelický |  |  |  |  |  |  |  |                                      |
|                             |                                       |  |                     |                                              |  |  |  |  |  |  |  |                                      |
|                             | Karel II. Meklenbursko-Střelický      |  |                     |                                              |  |  |  |  |  |  |  |                                      |
|                             |                                       |  |                     |                                              |  |  |  |  |  |  |  |                                      |
|                             |                                       |  |                     | Alžběta Sasko-Hildburghausenská              |  |  |  |  |  |  |  |                                      |
|                             |                                       |  |                     |                                              |  |  |  |  |  |  |  |                                      |
|                             | Luisa Meklenbursko-Střelická          |  |                     |                                              |  |  |  |  |  |  |  |                                      |
|                             |                                       |  |                     |                                              |  |  |  |  |  |  |  |                                      |
|                             |                                       |  |                     | Jiří Vilém Hesensko-Darmstadtský             |  |  |  |  |  |  |  |                                      |
|                             |                                       |  |                     |                                              |  |  |  |  |  |  |  |                                      |
|                             | Frederika Hesensko-Darmstadtská       |  |                     |                                              |  |  |  |  |  |  |  |                                      |
|                             |                                       |  |                     |                                              |  |  |  |  |  |  |  |                                      |
|                             |                                       |  |                     | Marie Leiningensko-Falkenbursko-Dagsbursá    |  |  |  |  |  |  |  |                                      |
|                             |                                       |  |                     |                                              |  |  |  |  |  |  |  |                                      |